# Municipio Poroma
Das Municipio Poroma ist ein Verwaltungsbezirk im Departamento Chuquisaca im südamerikanischen Anden-Staat Bolivien.

## Lage im Nahraum
Das Municipio Poroma ist eines von drei Municipios der Provinz Oropeza und umfasst deren nordwestlichen Bereich. Es grenzt im Norden und Westen an das Departamento Potosí, im Süden an das Municipio Sucre und im Osten an das Departamento Cochabamba.
Das Municipio erstreckt sich zwischen etwa 18° 21' und 18° 57' südlicher Breite und 65° 00' und 65° 42' westlicher Länge, seine Ausdehnung von Westen nach Osten beträgt bis zu 40 Kilometer, von Norden nach Süden bis zu 55 Kilometer.
Das Municipio umfasst 186 Gemeinden (localidades), der zentrale Ort des Municipios ist die Ortschaft Poroma mit 680 Einwohnern (Volkszählung 2012) im nördlichen Teil des Municipios.

## Geographie
Das Municipio Poroma liegt im zentralen Teil der bolivianischen Cordillera Central, zwischen dem Altiplano im Westen und dem bolivianischen Tiefland im Osten. Das Klima ist ein kühl-gemäßigtes Höhenklima mit typischem Tageszeitenklima, bei dem die Temperaturunterschiede im Tagesverlauf stärker schwanken als im Jahresverlauf.
Die Jahresdurchschnittstemperatur in der Region liegt bei knapp 16 °C (siehe Klimadiagramm Sucre), die Monatsdurchschnittswerte schwanken zwischen knapp 14 °C im Juni/Juli und 17 °C im Oktober/November. Der Jahresniederschlag beträgt mehr als 700 mm und weist fünf aride Monate von Mai bis September mit Monatswerten unter 25 mm auf, die Sommermonate von Dezember bis März weisen Niederschläge von je 100 bis 150 mm auf.

## Bevölkerung
Die Einwohnerzahl ist zwischen 1992 und 2024 angestiegen und wieder auf den Stand von 1992 zurückgegangen:
| Jahr | Einwohner | Quelle       |
| ---- | --------- | ------------ |
| 1992 | 13.659    | Volkszählung |
| 2001 | 16.101    | Volkszählung |
| 2012 | 17.349    | Volkszählung |
| 2024 | 13.640    | Volkszählung |

Die Bevölkerungsdichte bei der letzten Volkszählung von 2024 betrug 9,9 Einwohner/km², der Alphabetisierungsgrad bei den über 6-Jährigen war von 40,3 Prozent (1992) auf 60,1 Prozent (2001) angestiegen. Die Lebenserwartung der Neugeborenen betrug 52,8 Jahre, die Säuglingssterblichkeit war von 12,6 Prozent (1992) auf 11,0 Prozent im Jahr 2001 zurückgegangen.
33,0 Prozent der Bevölkerung sprechen Spanisch, 99,5 Prozent sprechen Quechua, und 0,1 Prozent sprechen Aymara. (2001)
96,0 Prozent der Bevölkerung haben keinen Zugang zu Elektrizität, 95,3 Prozent leben ohne sanitäre Einrichtung (2001).
54,0 Prozent der 3.890 Haushalte besitzen ein Radio, 1,0 Prozent einen Fernseher, 2,7 Prozent ein Fahrrad, 0,1 Prozent ein Motorrad, 0,4 Prozent ein Auto, 0,2 Prozent einen Kühlschrank, und 0 Prozent ein Telefon. (2001)

## Politik
Ergebnis der Regionalwahlen (concejales del municipio) vom 4. April 2010:
| Wahl- berechtigte |  | Wahl- beteiligung | gültige Stimmen |  | MAS-IPSP | MSM   | NA-C  |
| ----------------- |  | ----------------- | --------------- |  | -------- | ----- | ----- |
| 5.454             |  | 4.720             | 3.860           |  | 3.226    | 363   | 271   |
|                   |  | 86,5 %            | 81,8 %          |  | 83,6 %   | 9,4 % | 7,0 % |

Ergebnis der Regionalwahlen (elecciones de autoridades políticas) vom 7. März 2021:
| Wahl- berechtigte |  | Wahl- beteiligung | gültige Stimmen |  | MAS-IPSP | CST     | C-A    | BSTH   | MNR    | UNIDOS |
| ----------------- |  | ----------------- | --------------- |  | -------- | ------- | ------ | ------ | ------ | ------ |
| 6.244             |  | 5.080             | 4.022           |  | 3.034    | 690     | 139    | 82     | 44     | 33     |
|                   |  | 81,36 %           | 79,17 %         |  | 75,44 %  | 17,16 % | 3,46 % | 2,04 % | 1,09 % | 0,82 % |

## Gliederung
Das Municipio Poroma bestand bei der Volkszählung 2012 aus den folgenden sechs Kantonen (cantones):
- 01-0103-01 Kanton Poroma - 37 Gemeinden - 5.956 Einwohner (2001: 5.431 Einwohner)
- 01-0103-02 Kanton Pojpo - 29 Gemeinden - 3.546 Einwohner (2001: 3.640 Einwohner)
- 01-0103-03 Kanton Sapse - 18 Gemeinden - 2.063 Einwohner (2001: 1.049 Einwohner)
- 01-0103-04 Kanton Sijcha - 23 Gemeinden - 2.560 Einwohner (2001: 2.892 Einwohner)
- 01-0103-05 Kanton Copavillkhi - 8 Gemeinden - 1.021 Einwohner (2001: 1.329 Einwohner)
- 01-0103-06 Kanton Huañoma - 31 Gemeinden - 2.203 Einwohner (2001: 1.760 Einwohner)

## Ortschaften im Municipio Poroma
- Kanton Poroma
  - Poroma 680 Einw. – Soicoco 346 Einw.

- Kanton Pojpo
  - Piocera 224 Einw. – Pojpo 168 Einw.

- Kanton Sapse
  - Sapse 150 Einw.

- Kanton Sijcha
  - La Barranca 421 Einw. – Chijmuri 228 Einw.

- Kanton Huañoma
  - Huañoma Alta 301 Einw. – Viru Viru 278 Einw. – Thola Pampa de Chuquisaca 209 Einw.